# Greg Louganis
Gregory Efthimios Louganis (ur. 29 stycznia 1960 w El Cajon) – amerykański skoczek do wody. Wielokrotny medalista olimpijski.

## Kariera sportowa
Ma szwedzkie i samoańskie korzenie, jednak został adoptowany przez rodzinę greckiego pochodzenia. Uchodzi za jednego z najwybitniejszych skoczków do wody w historii. Na igrzyskach debiutował w Montrealu w roku 1976, ostatni raz wystąpił w Seulu dwanaście lat później. Za każdym razem, podczas trzech startów, zdobywał medale (łącznie pięć). Pierwszy krążek – srebrny – wywalczył w skokach z wieży. W 1980 r. był wielkim faworytem, jednak Amerykanie zbojkotowali igrzyska w Moskwie. Cztery lata później zdobył złote medale w obu olimpijskich konkurencjach – skokach z wieży i platformy. W Seulu powtórzył swój wyczyn. Był także pięć razy mistrzem świata (dublet w 1982 i 1986).
W Seulu podczas zawodów doznał kontuzji – uderzył się w głowę i do wody skoczył z okrwawioną głową. Kontrowersje pojawiły się kilka lat później, gdy ujawnił, że już wtedy był nosicielem HIV. Jest również sześciokrotnym złotym medalistą igrzysk panamerykańskich, te tytuły wywalczył na igrzyskach w San Juan, Caracas oraz Indianapolis.
W 1995 roku opublikował autobiografię Breaking the Surface, która doczekała się filmowej adaptacji dwa lata później (Ostatni skok: Historia Grega Louganisa).

## Starty olimpijskie
Montreal 1976
- wieża – srebro

Los Angeles 1984
- wieża, trampolina – złoto

Seul 1988
- wieża, trampolina – złoto